# パトリック・ブーヴィエ・ケネディ
パトリック・ブーヴィエ・ケネディ（英: Patrick Bouvier Kennedy、1963年8月7日 - 1963年8月9日）は、第35代アメリカ合衆国大統領ジョン・F・ケネディと妻ジャクリーン・ケネディの間に生まれた第3子・末子である。きょうだいにはキャロライン・ケネディ、ジョン・フィッツジェラルド・ケネディ・ジュニアがいる。
早産だったパトリックは、治療もむなしく生後39時間でヒアリン膜症（現在の新生児呼吸窮迫症候群、RDS）により死亡した。大統領一家の息子の死により、新生児呼吸窮迫症候群は学術的のみならず世間からの注目も集め、その後の人工肺サーファクタント製剤開発などに繋がった。

## 出生まで
ファーストレディ3年目の1963年8月、34歳になったジャクリーン・ケネディは、5回目の妊娠の後期に入っていた。最初の2回は流産・死産に終わり（1955年、1956年。後者は同名の戦艦からとって「アラベラ」と名付けるつもりだった）、1957年に長女キャロライン、1960年に長男ジョン・ジュニアが生まれた。ジョン・ジュニアが早産児だったので、ジャクリーンはマサチューセッツ州ハイアニス・ポートで子どもたちと夏を過ごすにあたり、産科医のジョン・W・ウォルシュ（英: John W. Walsh）に帯同してもらった。緊急時は、同じバーンスタブル郡に位置して避暑地に程近いオーティス空軍基地病院で大統領夫人を受け入れる手はずとなった。
1963年8月7日の朝、ジャクリーンは子どもたち2人をポニーに乗せようと、オスターヴィルへ連れて行った。2人の乗馬中にジャクリーンは陣発し、呼び出されたウォルシュと共にヘリコプターでオーティス空軍基地へと搬送された。ジャクリーンはまだ妊娠34週の半ばだった。
この時父であるケネディ大統領はホワイトハウスにいた。パトリックが生まれた8月7日は、第二次世界大戦中のケネディが、撃沈されたPTボートPT-109から脱出し、5日間の太平洋漂流を経てアメリカ海軍に救出された日から、丁度20年の記念日だった。撃沈から救出までのケネディの行動は英雄的と讃えられ、その後の政治生活に大きな影響を与えた。ケネディ本人もこの一件に特別な思いがあり、大統領執務室には同船のミニチュアモデルを置き、PT-109と刻印された金属製のネクタイピンを毎日使用していた。
「8月7日、水曜日の午前11時43分、大統領の秘書であるエヴリン・リンカーンが大統領執務室に駆け込んできて、ケープコッドのジャッキーに早産陣痛が来たと報告した。ケネディの友人で、共に第二次世界大戦中海軍にいたベン・ブラッドリーは、助け出された日からぴったり20年後に自分の子どもが産まれようとするなんてまさか、と[ケネディが]思い、[大統領の]人生で最もトラウマ的な日との偶然の一致が、できごとに感情的な側面を与えたのだと確信しているが、それも全て説明できるのかもしれない」

"All of which may explain why Kennedy's friend and fellow World War II naval veteran Ben Bradlee is certain that when the president's secretary, Evelyn Lincoln, hurried into the Oval Office at 11:43 a.m. on August 7, a Wednesday, to report that Jackie had gone into premature labor on Cape Cod, there was "no way in God's earth" that he did not think, My child is being born 20 years to the day when I was rescued, a coincidence providing an additional emotional dimension to a day that would be among the most traumatic of his life."—サーストン・クラーク、"JFK's Last Hundred Days"（2013年）

## 出生と治療
父ケネディ大統領がエアフォースワンで駆けつける中、パトリックは1963年8月7日12時52分に、マサチューセッツ州バーンスタブル郡ボーンにあるオーティス空軍基地病院で、在胎34週半ばの早産児として緊急帝王切開により出生した。ウォルシュ医師が執刀したが、彼は1960年にも兄ジョン・ジュニアの出生に立ち会っていた。出生体重は4ポンド10+1⁄2オンス (2.11 kg)だった。彼は19世紀以来初めて現職アメリカ大統領夫妻の間に生まれた子どもになった。
出生直後、パトリックにはヒアリン膜症（英: hyaline membrane disease/HMD、現在の新生児呼吸窮迫症候群/RDS）の症状が見られ始めた。到着して呼吸苦に喘ぐ息子を見たケネディ大統領は、すぐにチャプレンを呼びにやらせた。速やかに洗礼が行われ、ファーストネームは大統領の祖父パトリック・J・ケネディから取ってパトリックとなり、ミドルネームには母の旧姓であるブーヴィエが選ばれた。
それから大統領は、保育器に入ったままの息子を、妻ジャクリーンのベッドサイドへ連れて行くことを許可した。ボストン小児病院の小児科専門医ジェームズ・E・ドローボート（英: James E. Drorbaught）がヘリコプターで本院から呼び寄せられ、彼はパトリックをボストンに搬送するよう進言した。出生5時間後、パトリックはドローボート医師同乗で70マイル (110 km)離れたボストン小児病院へ90分かけて搬送された。ホワイトハウスは当初、ボストンへの搬送を「予防措置」("precautionary measure") であると発表した。正確な病名は「ヒアリン膜症」と報じられたが、病状評価には少なくとも4日がかかり、治療薬も投与されていると発表された。
パトリックが生まれた当時、呼吸窮迫症候群への治療は、血液生化学所見をできる限り正常範囲内に留めておくことしかなかった。寝ずの番をしたドローボート医師が率い、病院は総力を挙げて児の救命に挑んだ。パトリックは、当時としては画期的かつ最先端だった治療として、100%酸素で満たされた高気圧チャンバー内で高気圧酸素治療 (HBOT) を受けた。

## 死去から葬儀まで
医療者たちの努力も虚しく、パトリックは日齢2の8月9日4時4分に、39時間12分の短い一生を終えた。パトリックが亡くなったとき、父であるケネディ大統領は、弟でアメリカ合衆国司法長官のロバート・ケネディと高気圧チャンバー室の外で控えていた。母ジャクリーンは帝王切開術後のためオーティス空軍病院に残っており、ウォルシュ医師から息子の死を知らされた（その後ウォルシュはケネディ大統領暗殺時にもファーストレディに寄り添い、ダラスから大統領の遺体と共にエアフォースワンで戻る夫人にも帯同した）。ファーストレディには鎮静剤が投与され、大統領がボストンから戻るまで寝かされていたが、夫妻が子どもの死にどう反応したかはほとんど記録がない。大統領はパトリック出生後4時間しか寝ていないと報じられており、オーティス空軍基地で「ただならず、疲れたような」("grave and appearing tired") 顔でいるところを写真に撮られた。
1963年8月10日、ボストンのリチャード・クッシング枢機卿の私的チャペルで、ささやかな葬儀が営まれた。パリ滞在中だった父方祖母のローズ・ケネディには葬儀のための帰国は控えるようにと伝えられていたが、母方叔母であるリー・ラジヴィルは、パトリックが亡くなる前にギリシャから駆けつけていた。ボストン大司教を務めていたクッシングは、この日から104日後に暗殺されたケネディ大統領の葬儀も執り行った。5歳の姉キャロライン、2歳半だった兄ジョン・ジュニアは葬儀に参列しなかった。
パトリックの遺体は、当初大統領の地元であるマサチューセッツ州ブルックラインのホーリーフッド墓地に葬られた。1963年12月5日、パトリックと死産だった姉アラベラは父の埋葬に合わせてアーリントン国立墓地へ改葬され、後に第45区画グリッドU-35に移された。

## レガシー
パトリックの死は、当時まだ黎明期だった新生児学にとって転換点となった。ケネディ大統領自身も「ヒアリン膜症」（現在の新生児呼吸窮迫症候群、RDS）研究へ多額の予算捻出を指示したが、息子の死から程なくして暗殺され、見届けることができなかった。疾患の認知度が高まったことで研究が進み、アメリカ合衆国・ヨーロッパ双方で、人工呼吸器、血液ガス分析、新生児集中治療の発展に繋がった。RDSで欠乏する肺サーファクタントの臨床応用に向けて、数年後には主要物質であるジパルミトイルホスファチジルコリンの臨床投与が試みられたが、この研究自体は失敗に終わった。実用化には藤原哲郎らによる1979年の肺サーファクタント気管内投与成功まで待つことになったが、藤原自身もパトリックの死が研究に大きな影響を与えたと述懐している。
大統領夫妻は第3子であるパトリックの早すぎる死を深く悼んだ。シークレットサービスのクリント・ヒルは夫妻が児の死後「明らかにより親密な関係」("a distinctly closer relationship") になったと話し、ホワイトハウス報道官だったピエール・サリンジャーも、児の死後夫妻の距離が更に縮まったと感じたようである。